# Прапор Лозівського району
Пра́пор Лозівсько́го райо́ну — прямокутне двоколірне полотнище (відношення ширини до довжини 2:3), вгорі смуга малинового кольору 2/3 ширини полотнища, внизу — смуга зеленого кольору 1/3 ширини полотнища.

## Опис
Зображення герба розташоване в лівому верхньому кутку прапора на відстані від лівого та верхнього краю полотнища однієї висоти навершя. Висота зображуваного герба дорівнює висоті двох навершів. Воно виконане золотим та срібним кольором, а саме: золотим кольором контур щита, два злакових колоси та гілка лози. Срібним кольором — розгорнута книжка з окантованими герб згортками, сокіл з двома перехрещеними стрілами, стрічка, що поєднує два колоси.
Прапор із трьох сторін, по периметру, окантований золотою бахромою. На прапорі прикріплені 2 золоті стрічки, до яких кріпляться китиці такого ж кольору, довжина стрічки з китицею становить ½ до ширини полотнища.
Древко прапора виготовлено з дерева, має коричневий (горіхового дерева) колір.
Навершя древка являє собою металеву композицію срібного кольору двостороннього дубового листка, на тлі якого розміщено рельєф жолудя. Висота навершя дорівнює 1/7 ширини прапора. Основа навершя дорівнює ¼ своєї висоти.

## Значення символів
Проєкт прапора Лозівського району створений за законами вексилології. Поєднано в єдину композицію старі та нові символи.
У проєкті прапора використано традиційні геральдичні барви, а саме: — смуга «малинового» пурпурового кольору є символом могутності та гідності. Цей колір з'явився в Україні в козацько-гетьманську добу і як припускають історики, видозмінився з червоного кольору київської землі.
Територія Лозівського району, як зазначається в даному описі проєкту герба, розміщена на території колишніх козацьких земель, тому і ми маємо саме безпосереднє відношення до цього кольору.
Смуга пурпурового кольору вказує ще і на те, що ми є частиною сучасної Харківщини, бо на VI сесії Харківської обласної ради XXIII скликання прийнятий колір прапора Харківської області саме пурпуровий — «малиновий».
Нижня смуга має зелений колір — колір достатку та надії і є символом Слобідської України, а північна частина нашої Лозівщини входить до складу Слобожанщини. Зеленого кольору також були прапори Харківського Слобідського полку 17 ст.
Разом ці два кольори об'єднує бахрома золотого кольору — кольору багатства людей краю, району, величі, до яких прагнемо.
Навершя з подвійного дубового листка та жолудя вказує на міць, могутність і довговічність Лозівського району.